# 2514 Taiyuan
2514 Taiyuan је астероид главног астероидног појаса чија средња удаљеност од Сунца износи 2,651 астрономских јединица (АЈ).
Апсолутна магнитуда астероида је 12,9.